# Pedace
Pedace é uma comuna italiana da região da Calábria, província de Cosenza, com cerca de 2.140 habitantes. Estende-se por uma área de 51 km², tendo uma densidade populacional de 42 hab/km². Faz fronteira com Aprigliano, Casole Bruzio, Cosenza, Pietrafitta, San Giovanni in Fiore, Serra Pedace, Spezzano Piccolo.